# 洛達 (伊利諾伊州)
洛達（英語：Loda）是位於美國伊利諾伊州易洛魁縣的一個村落。

## 地理
洛達的座標為40°31′03″N 88°04′19″W / 40.51750°N 88.07194°W，而該地最高點為海拔高度237米（即778英尺）。

## 人口
根據2010年美國人口普查的數據，洛達的面積為3.77平方千米，當中陸地面積為3.75平方千米，而水域面積為0.02平方千米。當地共有人口407人，而人口密度為每平方千米107人。